# Spreča
Spreča (v srbské cyrilici Спреча) je řeka na severu Bosny a Hercegoviny, pravý přítok řeky Bosna. Dlouhá je 137,9 km a její povodí má celkovou rozlohu 2947,7 km2 Řeka pramení v nadmořské výšce 261 m n. m. a ústí při 123,62 m n. m.
Řeka pramení pod vrcholem Velja Glava v nadmořské výšce 594 m blízko Zvornika a meandruje v krajině tzv. Zvornického pole. Okolo řeky vede několik dopravních tahů, včetně tratě Tuzla-Zvornik. Má několik přítoků, z nichž největší jsou Mala Spreča a Oskova. Poté, co řeka opouští pole přibírá jako svůj přítok Jalu a několik dalších potoků. Do řeky Bosny ústí v blízkosti města Doboj.
V letech 1963–1964 byla v blízkosti města Lukavac zahrazena a byla na ní vybudována vodní elektrárna. Tím vzniklo známé Modračské jezero, které je 12 km dlouhé a 2 km široké. Voda z jezera slouží pro zásobování průmyslu v blízkosti města Tuzla. Na dolním toku řeky směrem k Doboji slouží údolí Spreči také jako hlavní dopravní tepna severní části Republiky srbské. Vede zde hlavní silnice i železniční trať. Široké údolí je také známé pod názvem Sprečanské pole.